# Культура Сіньдянь
Сіньдянь культура — археологічна культура пізнього неоліту.
Була поширена на заході провінції Ганьсу, у Північно-Західному Китаї.
Основним заняттям населення було землеробство, розведення свиней і великої рогатої худоби. Знайдено сліди мідетопного виробництва.
Належить до культур фарбованої кераміки. Сіньдянь культура змінила Ціцзя культуру, хоча, генетично з нею не була пов'язана. Сіньдянь культура, ймовірно, синхронна до епох Їнь і раннього Чжоу в долині Хуанхе.